# Mischa Auer
Mischa Auer (Szentpétervár, 1905. november 17. – Róma, 1967. március 5.) orosz származású amerikai színész. Anyai nagyszülei a magyar származású hegedűművész: Auer Lipót (1845–1930) és felesége Nagyezsda Pelikan.

## Életpályája
Gyermekkorában került New Yorkba. Színházi társulatoknál kezdte pályafutását, s a film iránt az 1920-as évek végén kezdett érdeklődni. 1953-tól Franciaországban élt. Rómában hunyt el.

## Munkássága
Először mint táncos hívta fel magára a figyelmet, de kihasználva külső megjelenésének komikumát (nyakigláb figuráját), hamarosan áttért a vígjátéki szerepekre. Sajátos humorával főként különleges fickókat elevenített meg emlékezetesen. Hollywoodban őt is beskatulyázták mint „orosz emigráns” karaktert. Jelentősebb szerepe az Így élni jó (1938) című Frank Capra-film dinamikus tánctanára és a Bizsu (1940) örökké peches bűvésze. Az 1950-es években több televíziós sorozatban is látható volt.

## Magánélete
Négyszer kötött házasságot, és három gyermeke született. Első felesége Norma Tillman volt, akivel 1931–1940 között élt együtt. Egy fiuk; Anthony, és egy lányuk; Zoe született. 1941–1950 között Joyce Hunter volt a párja. Harmadik felesége Susanne Kalish volt, akivel 1950–1957 között élt együtt; egy fiuk született. Negyedik partnere Elise Souls Lee volt, akivel 1965-től haláláig együtt élt.

## Filmjei
- A Benson-féle gyilkosság (1930)
- Mata Hari (1931)
- A kereszt jele (1932)
- Tarzan, a rettenthetetlen (1933)
- Viva Villa! (1934)
- A hindu lándzsás (1935)
- Anna Karenina (1935)
- A keresztesek (1935)
- Godfrey, a lakáj (1936)
- Három kis ördög[2]  (1936)
- Válassz egy sztárt (1937)
- Száz férfi és egy kislány (1937)
- Így élni jó (1938)
- Luxuskiszolgálás (1938)
- Szerelmesek (1938)
- Földi mennyország (1939)
- Asszonylázadás (1939)
- Udvari bál (1940)
- Bizsu (1940)
- New Orleans angyala (1941)
- Szellemeknek áll a világ (1941)
- Hellzapoppin’ („Ördögéknél”, 1941)
- A kétágyas hálószoba (1942)
- Hölgy a sötétben (1944)
- Tíz kicsi néger (1945)
- Érzelmes utazás (1946)
- Sofia (1948)
- Hófehérke és a hét rabló (1949)
- Bizalmas jelentés (1955)
- Sztriptíz-kisasszony (1956)
- Monte-carlói történet (1957)
- Nathalie (1957)
- Gyalog, lovon, szputnyikon (1958)
- Hová lett Toto baby? (1964)